# Табідзе Галактіон Васильович
Галактіон Васильович Табідзе (груз. გალაკტიონ ვასილის ძე ტაბიძე; нар. 6 [18] листопада 1892, с. Чквиші, поблизу Кутаїсі — пом. 17 березня 1959, Тбілісі) — грузинський поет. Народний поет Грузинської РСР (1933). Академік Академії наук Грузинської РСР (1944). Один з провідних грузинських поетів XX століття, зробив величезний вплив на всі наступні покоління грузинських поетів.

## Біографія
Народився 6 (18) листопада 1891 року в селі Чквиші неподалік Кутаїсі (нині Ванський муніципалітет) в родині сільського вчителя, а також священика.
З 1908 року навчався в Тбіліській духовній семінарії. У тому ж році почав друкуватися. У 1914 році опублікував перший збірник віршів. У 1915-му і наприкінці 1916 року відвідував Москву, де познайомився з Олександром Блоком, Валерієм Брюсовим і Костянтином Бальмонтом. Побував також у Петрограді. З 1916 року друкувався в журналі творчої групи грузинських символістів «Блакитні роги».
У 1915 році одружився з Ольгою Окуджавою, сестрою радянського партійного діяча Шалви Окуджави, згодом політичною ув'язненою в Орловській в'язниці, страченої разом з іншими політв'язнями в Медведівськом лісі 11 вересня 1941 року.
У 1919 році опублікував збірку «Артистичні вірші». В 1924 році став одним з творців журналу «Мнатобі» («Світоч»).
Автор поем:
- «Джон Рід» (1924)
- «Епоха» (1930)
- «Революційна Грузія» (1931)

і віршів:
- «Ідея» (1923)
- «До зброї, браття!»
- «Ми переможемо!»
- «Союз сердець» (1941—1945) та ін.

Пережив сталінські чистки 1930-х років Табідзе опинився під тиском радянської влади в постсталінський час, що призвело його до депресії й алкоголізму. У результаті він був поміщений в психіатричну клініку, де покінчив життя самогубством, вистрибнувши з вікна третього поверху. Похований в Пантеоні Мтацмінда, надгробок — Бідзіна Авалішвілі.
Поезія Галактіона Табідзе перекладалася російською мовою такими поетами, як В. Д. Алейников, Б. А. Ахмадуліна, І. Ю. Дадашидзе, В. М. Єрьоменко, О. В. Івінська, В. М. Леонович, Б. К. Лівшиць, В. Г. Полєтаєв, О. С. Цибулевський тощо.
До числа найбільш відомих творів Галактіона Табідзе належать вірші «Світ утворено з гір…» і «Вітер дме». Перше з них покладено на музику Олександром Пушним та Анатолієм Бальчевим (ця пісня звучить в молодіжному серіалі «Прості істини»), друге — Гією Канчелі.
Будинок-музей відкрито на батьківщині поета в селі Чквіші. Поетовим ім'ям названа вулиця в Тбілісі.

## Галерея

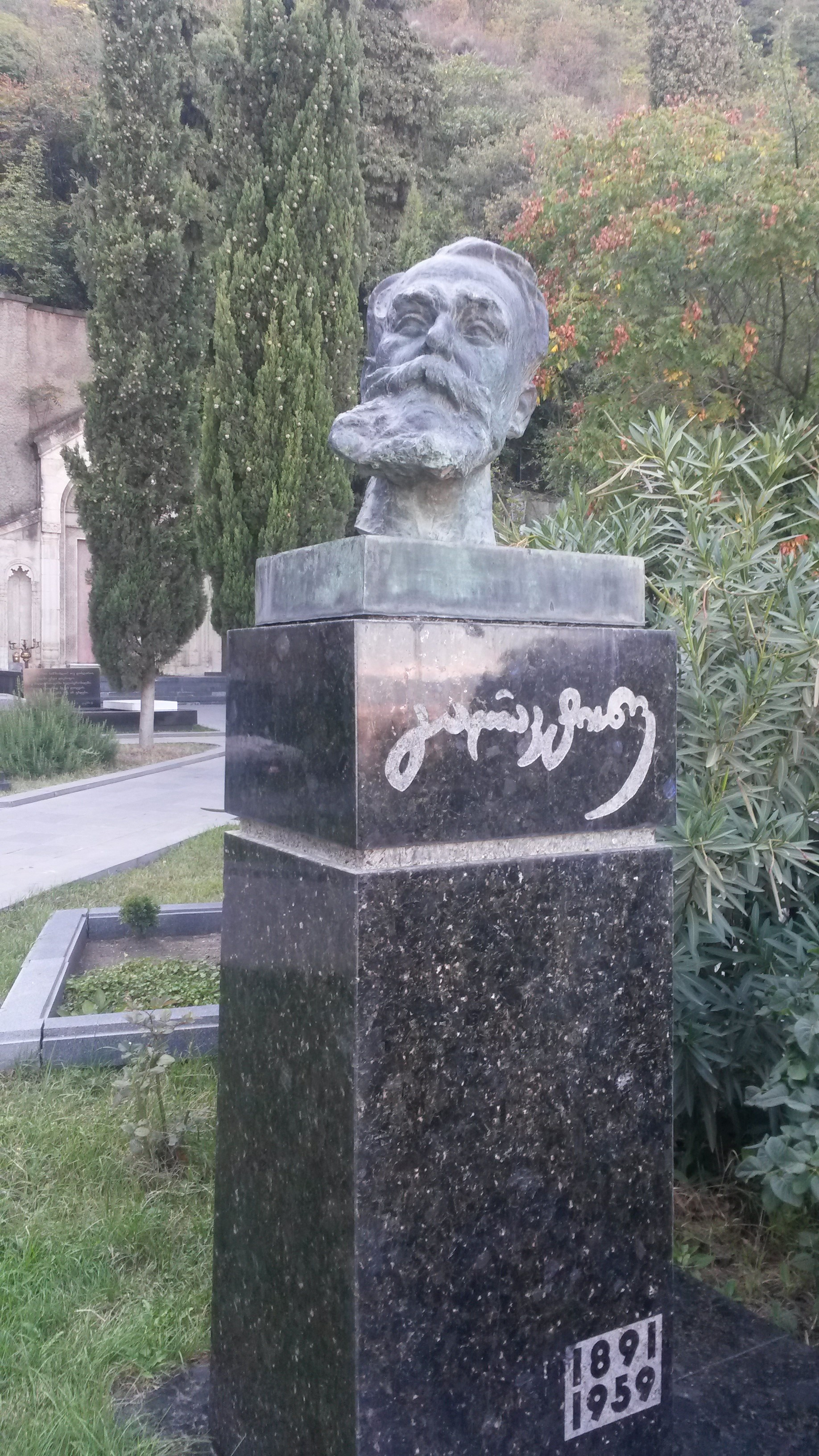
Могила Галактіона Табідзе.

## Нагороди
- орден Леніна (22.03.1936)
- орден Трудового Червоного Прапора (17.04.1958)

### Твори
- Избранное. На русском языке. Тб., 1953
- Избранное. М., 1956
- Стихотворения и поэмы. М., 1958
- Стихи. Тб., 1967
- Лирика. Тб., 1973
- Стихи. Луна Мтацминды. двуязычное издание. Тб. 1982